# (36805) 2000 SW62
2000 SW62 (asteroide 36805) é um asteroide da cintura principal. Possui uma excentricidade de 0.17429430 e uma inclinação de 7.14269º.
Este asteroide foi descoberto no dia 24 de setembro de 2000 por LINEAR em Socorro.